# Kellergasse Obritz
Die Kellergasse von Obritz (Marktgemeinde Hadres, Bezirk Hollabrunn, Niederösterreich) liegt südlich des Ortes. Unter dem Namen Preßhäuser ist sie im Ortsverzeichnis von 2001 als Rotte ausgewiesen.

## Geografie
Die Kellergasse liegt im Süden der Katastralgemeinde Obritz und liegt am nordöstlichen Abhang des Buchberges (417 m ü. A.), die im westlichen Teil einseitig, im östlichen Teil sogar beidseitig bestanden ist und über 200 Kellergebäude umfasst. Am Westende der Kellergasse verläuft sie in zwei Querwegen weiter, im Waidthal und an einem ringförmigen Weg östlich daran anschließend. Die Bebauung in diesen Querwegen ist aber nur jeweils etwa 150 Meter lang und umfasst wenige Presshäuser.
Auch im Franziszeischen Kataster von 1822 wird die Lage verzeichnet, bleibt aber unbenannt. Für die Umgebung wird der Name Hangen gebraucht, er bezieht sich auf die Flur bzw. den Höhenzug, der südlich davon beginnt.

## Geschichte
- Der Film Polt muss weinen wurde 2000 u. a. in der Kellergasse Obritz gedreht.[3]
- In der Kellergasse wurde im Jänner 2023 eine illegale Familie mit sechs Kindern entdeckt, wobei die unbeheizten Kellergebäude für eine Bewohnung im eigentlichen Sinn nicht geeignet sind.[4]